# Zusamaltheim
Zusamaltheim település Németországban, azon belül Bajorországban. Lakosainak száma 1288 fő (2023. december 31.).

## Népesség
A település népessége az elmúlt években az alábbi módon változott:
| Lakosok száma | 527  | 852  | 620  | 912  | 1243 | 1247 | 1211 | 1209 | 1253 | 1288 |
|               | 1875 | 1950 | 1975 | 1987 | 2012 | 2014 | 2016 | 2017 | 2021 | 2023 |